# Robert Walker (attore 1888)
Robert Walker (Bethlehem, 18 giugno 1888 – Los Angeles, 4 marzo 1954) è stato un attore statunitense.
Conosciuto anche con il nome di Bob Walker o di Robert D. Walker, apparve in 215 film tra il 1913 e il 1953, spesso - nella seconda parte della sua carriera - in ruoli secondari o non accreditati, per la maggior parte in western a basso costo.

## Filmografia parziale
- A Daughter of the Confederacy, regia di Sidney Olcott - cortometraggio (1913)
- Rounding Up the Counterfeiters, regia di Kenean Buel - cortometraggio (1913)
- The Moonshiner's Mistake, regia di Kenean Buel - cortometraggio (1913)
- The Sacrifice at the Spillway, regia di Hal Clements - cortometraggio 1913)
- The Railroad Inspector's Peril, regia di Hal Clements - cortometraggio (1913)
- The End of the Run - cortometraggio
- Dear Old Girl, regia di Theodore Wharton - cortometraggio (1913)
- The Railroad Detective's Dilemma, regia di Hal Clements - cortometraggio (1913)
- A Railroader's Warning, regia di Hal Clements - cortometraggio (1913)
- A Railroad Wooing - cortometraggio (1913)
- The Strike - cortometraggio
- Her Husband's Friend, regia di Robert G. Vignola - cortometraggio (1914)
- The Swamp Fox - cortometraggio (1914)
- The Treasure Ship - cortometraggio (1914)
- In Wolf's Clothing, regia di Robert G. Vignola - cortometraggio (1914)
- The Vampire's Trail, regia di T. Hayes Hunter e Robert G. Vignola - cortometraggio (1914)
- The Hate That Withers, regia di Robert G. Vignola - cortometraggio (1914)
- The Scorpion's Sting, regia di Robert G. Vignola - cortometraggio (1915)
- The Leech, regia di Kenean Buel - cortometraggio (1915)
- The Night Operator at Buxton, regia di Robert G. Vignola - cortometraggio (1915)
- The Girl of the Music Hall, regia di Kenean Buel - cortometraggio (1915)
- The Siren's Reign, regia di Robert G. Vignola - cortometraggio (1915)
- The Second Commandment, regia di Kenean Buel - cortometraggio (1915)
- The Face of the Madonna, regia di Kenean Buel - cortometraggio (1915)
- The Haunted House of Wild Isle, regia di Robert G. Vignola - cortometraggio (1915)
- The Destroyer, regia di Robert G. Vignola - cortometraggio (1915)
- An Innocent Sinner, regia di Kenean Buel - cortometraggio (1915)
- A Sister's Burden, regia di Robert G. Vignola - cortometraggio (1915)
- The Lure of Mammon, regia di Kenean Buel - cortometraggio (1915)
- Wife for Wife, regia di Kenean Buel - cortometraggio (1915)
- The Haunting Fear, regia di Robert G. Vignola - cortometraggio (1915)
- When the Mind Sleeps, regia di Kenean Buel - cortometraggio (1915)
- The Bondwoman
- Don Cesare di Bazan (Don Caesar de Bazan), regia di Robert G. Vignola (1915)
- The Way Back, regia di Carlton King (1915)
- The Call of the City, regia di Harry Beaumont - cortometraggio (1915)
- When Conscience Sleeps, regia di Edward C. Taylor - cortometraggio (1915)
- The Ploughshare, regia di John H. Collins (1915)
- The Lone Game, regia di Edward C. Taylor - cortometraggio (1915)
- Fear - cortometraggio (1916)
- The Littlest Magdalene, regia di Burton George - cortometraggio (1916)
- Caprice of the Mountains, regia di John G. Adolfi (1916)
- The Light of Happiness, regia di John H. Collins (1916)
- The Gates of Eden, regia di John H. Collins (1916)
- The Cossack Whip, regia di John H. Collins (1916)
- A Wife by Proxy, regia di John H. Collins (1917)
- The Mortal Sin, regia di John H. Collins (1917)
- God's Law and Man's, regia di John H. Collins (1917)
- Lady Barnacle, regia di John H. Collins (1917)
- Aladdin's Other Lamp, regia di John H. Collins (1917)
- The Girl Without a Soul, regia di John H. Collins (1917)
- Blue Jeans, regia di John H. Collins (1917)
- The Woman Between Friends, regia di Tom Terriss (1918)
- At the Mercy of Men, regia di Charles Miller (1918)
- The Fair Pretender, regia di Charles Miller (1918)
- The Whirlpool, regia di Alan Crosland (1918)
- Miss Innocence, regia di Harry F. Millarde (1918)
- The Woman Who Gave, regia di Kenean Buel (1918)
- The Sins of the Children, regia di John S. Lopez (1918)
- The Light, regia di J. Gordon Edwards (1919)
- Burglar by Proxy, regia di John Francis Dillon (1919)
- The Merry-Go-Round, regia di Edmund Lawrence (1919)
- The Double Hold-Up, regia di Phil Rosen (1919)
- Il dominatore del Bengala (The Lion Man), regia di Albert Russell e Jack Wells - serial cinematografico (1919)
- Rouge and Riches, regia di Harry L. Franklin (1920)
- La baia della morte (Shore Acres), regia di Rex Ingram (1920)
- The Woman in His House, regia di John M. Stahl (1920)
- The Texan, regia di Lynn Reynolds (1920)
- La sfinge bianca (Isobel or The Trail's End), regia di Edwin Carewe (1920)
- Prairie Trails, regia di George Marshall (1920)
- White Oak, regia di Lambert Hillyer (1921)
- Reckless Chances, regia di J.P. McGowan (1922)
- Broad Daylight, regia di Irving Cummings (1922)
- The Drug Traffic, regia di Irving Cummings (1923)
- Itching Palms, regia di James W. Horne (1923)
- Why Women Remarry, regia di John Gorman (1923)
- Dancing Cheat, regia di Irving Cummings (1923)
- Battling Brewster, regia di Dell Henderson (1924)
- The Rip Snorter, regia di Ward Hayes (1925)
- The Riding Comet, regia di Ben F. Wilson (1925)
- The Mystery Box, regia di Alan James (1925)
- The Drug Store Cowboy, regia di Park Frame (1925)
- The Outlaw's Daughter, regia di John B. O'Brien (1925)
- Warrior Gap, regia di Alan James (1925)
- Tonio, Son of the Sierras, regia di Ben F. Wilson (1925)
- A Daughter of the Sioux, regia di Ben F. Wilson (come Ben Wilson)
- Law or Loyalty, regia di Lawson Harris (1926)
- Deuce High, regia di Richard Thorpe (1926)
- The Silent Flyer, regia di William James Craft (1926)
- The Voice from the Sky (1930)
- The Live Wire, regia di Harry S. Webb (1935)
- Step on It, regia di Harry S. Webb (1936)